# Batrachedra pinicolella
Batrachedra pinicolella ist ein Schmetterling (Nachtfalter) aus der Familie der Batrachedridae.

## Merkmale
Die Falter erreichen eine Flügelspannweite von 9 bis 13 Millimeter. Der Kopf ist gelb, diese Färbung ist in der Kopfmitte mit Grau durchmischt. Die Fühler sind gelblich braun und an der Spitze weiß geringelt, was bei den Weibchen deutlicher ausgeprägt ist, als bei den Männchen. Der Thorax glänzt gelb, auch dieses Gelb ist stark mit graubraunen Schuppen durchmischt. Die Tegulae sind gelb und haben vorn einige braune Schuppen. Die Vorderflügel sind gelb, insbesondere am Kostalrand und am Flügelinnenrand sind dunkelbraune Schuppen eingestreut. Bei 1/3 der Länge der Kostalfalte befindet sich ein dunkelbrauner Fleck, ein ähnlicher Fleck befindet sich vor der Flügelspitze. Die Fransenschuppen sind grau, ein graubrauner Strich befindet sich bei 3/4 des Kostalrandes. Die Hinterflügel glänzen grau.

### Ähnliche Arten
B. pinicolella ist etwas kleiner als Batrachedra parvulipunctella, hat gelbe Vorderflügel und einen graubraunen Strich in den Fransen des Kostalrandes, der bis zur Flügelspitze reicht.

## Verbreitung
Die Art kommt auch in Europa vor und besiedelt im Süden hauptsächlich Gebirgsregionen. Im Osten reicht das Verbreitungsgebiet über den Kaukasus und den Süden Sibiriens bis in den russischen Fernen Osten.

## Biologie
Die Raupen fressen auf Tannen- (Abies), Fichten- (Picea) und Kiefernarten (Pinus). Die Art ist univoltin. Die Raupen schlüpfen im Frühjahr und beginnen an der Nadelbasis zu minieren. Später leben sie in den Zweigen aufliegenden Gespinströhren, die am Boden mit Kotkörnchen bedeckt sind. Innerhalb dieser Gespinströhre bohren sich die braunen Raupen in der Mitte in die Nadeln. Vor der Verpuppung fertigen die Raupen einen festen, spindelförmigen Kokon in der Nähe des Fraßplatzes an. Dieser ist an einem Zweig und einigen Nadeln befestigt. Der Kokon selbst ist mit kleinen Rindenschuppen und Kotkrümeln bedeckt und damit gut getarnt. Die Puppe ist schlank und hat lange Vorderflügelscheiden. Am Abdomenende befindet sich eine Gruppe gebogener Dorne. Die Raupen leben von September bis Mai. Die Falter fliegen von Mitte Juni bis August, nach anderer Quelle von Juni bis September. Im Norden des Kaukasus ist die Art ein Schädling an Ziernadelbäumen.